# Nehvizdy

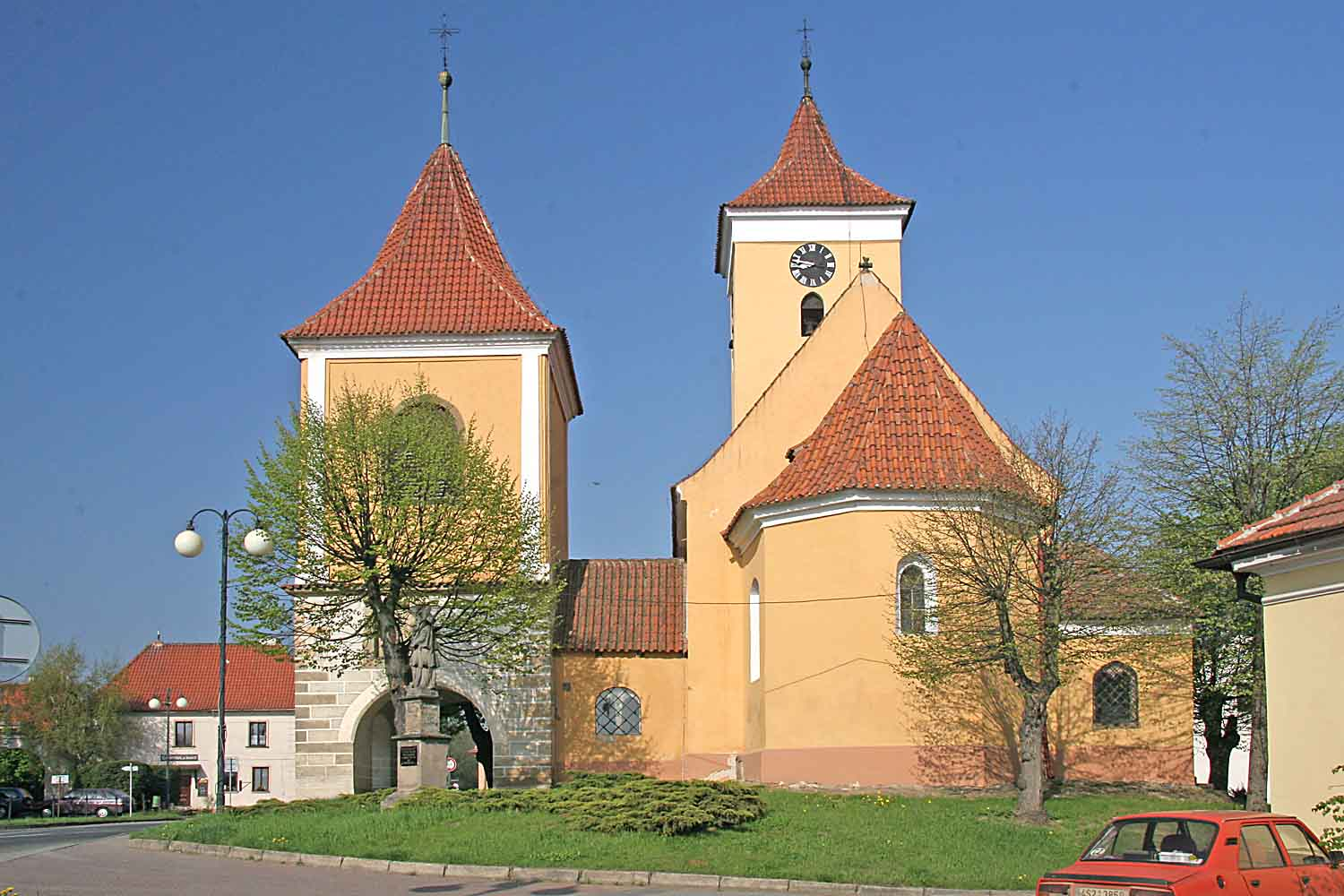
Kostel svatého Václava

Nehvizdy (německy Nehwizd) jsou městys v severovýchodní části okresu Praha-východ ve Středočeském kraji. Leží asi 22 kilometrů od centra Prahy. Žije zde přibližně 4 400 obyvatel. Nejbližší část Prahy, Horní Počernice, je od Nehvizd vzdálena osm kilometrů. Poprvé se ves Nehvizdy připomíná v druhé polovině 14. století, roku 1352. Další zmínka o vsi je z roku 1372. Je zde napsáno, že patřily Petru z Klučova a jeho synům Mikuláši a Štěpánu. Následně připadly Anně Olbramové ze Škvorce, později se o ně soudila Anna z Vyšehořovic. Po konci husitských válek připadly k Přerovu. Roku 1515 byly Nehvizdy povýšeny králem Vladislavem II. na město. 29. prosince 1941 došlo k významné události – přistáli zde na zasněžené pole Gabčík a Kubiš (po kterých je pojmenována ulice v Nehvizdech). Městečko tak bylo blízko vypálení, stejně jako obce Lidice a Ležáky.
Obec je v typické bezlesé rovině Středního Polabí, v nadmořské výšce 240 metrů. Obcí neprotéká žádný vodní tok. V minulosti tu byla vodoteč pramenící u kostela, která však v průběhu let zanikla. Katastrální výměra městyse je 9,83 km² a skládá se pouze z jednoho katastrálního území Nehvizdy. Přímo centrem obce prochází silnice II/611, která vede paralelně s dálnicí D11, která vede na jihu území obce. Severní částí území obce vede železniční trať č. 231, ale na území obce není žádná železniční zastávka.
V obci je mateřská škola, základní škola s 1. i 2. stupněm, pošta, fotbalové hřiště a také TJ Sokol Nehvizdy.
Mezi významné stavby v obci patří farní kostel svatého Václava, stojící v centru městyse, a pomník na místě seskoku členů výsadkové skupiny Anthropoid.

## Název

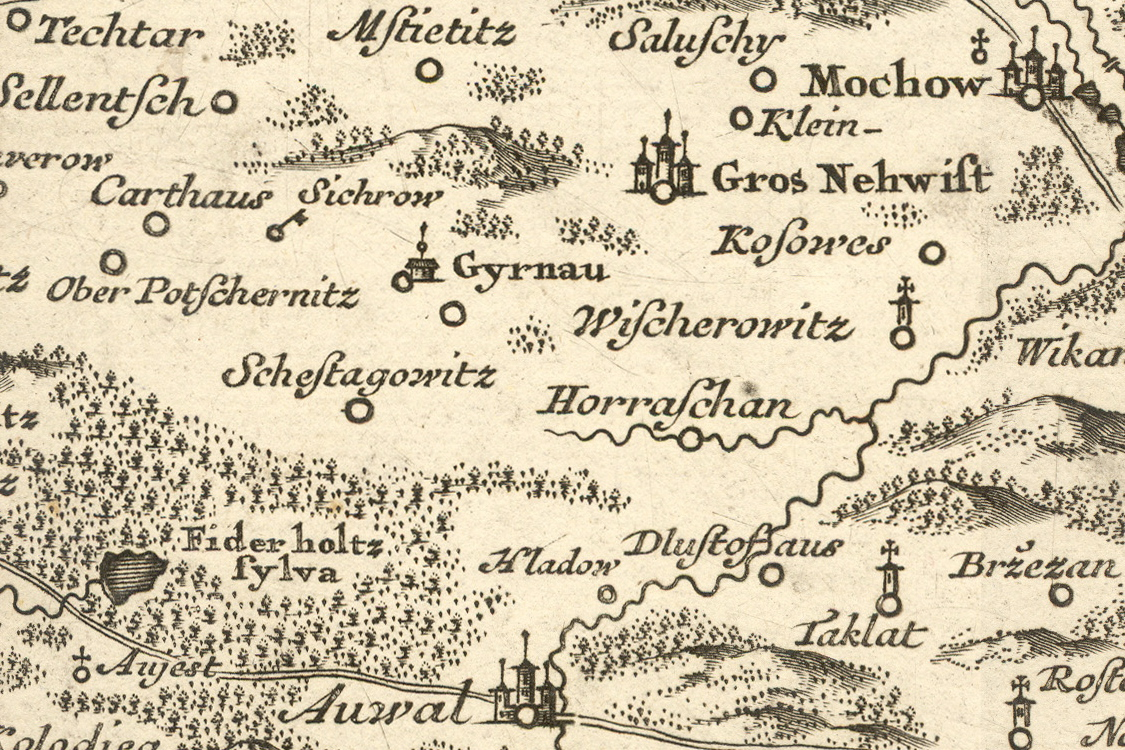
Nehvizdy (Nehwiſt) na Müllerově mapě Čech z roku 1720

Název obce vznik od slova „nehvízdat“, název tedy znamená ves nehvizdů, tj. lidí, kteří nehvízdají. Poprvé se název Nehvizd zmiňuje v listině, která pochází z roku 1352, kde je zmiňována místní fara (Nezuizd). Jméno Nehvizd se v průběhu let měnilo: Nehwizd (1352), Nehwyzd (1367–99), Nehwizd (okolo roku 1405), Nehwizdy (1654), Grosz Nehwizd (1713), Gros Nehwist (1720), Gr. Nehwizd (1852), Nehvizdy velké (1854), Velké Nehvízdy (1868), Velké Nehvizdy (1880), Nehvizdy (1921), Gross Nechwist (1939). Současný název obce byl úředně stanoven roku 1945.

## Historie

### Historie obce do třicetileté války
První zmínka o vsi je z druhé poloviny 14. století, z roku 1352. Je zde zmiňována fara. V listině o 20 let mladší, z roku 1372 je napsáno, že patřily jistému Petru z Klučova a taky jeho synům Mikuláši a Štěpánovi. Později připadly Anně Olbramové ze Škvorce. Za období husitských válek patřily Mikuláši Chudému, novoměstskému občanovi, proti němuž vystupoval staroměstský měšťan Janek. Po konci husitských válek začaly Nehvizdy patřit k Přerovu. Roku 1515 byly Nehvizdy povýšeny na město Vladislavem II. na základě žádosti Jaroslava z Šelnberka. Potom patřily Nehvizdy Novoměstským, kteří o ně však přišly po povstání proti Ferdinandu I. a tak připadly k Přerovu. Koncem 16. století získaly privilegium na dva výroční trhy, to však po třicetileté válce ztratily. Roku 1588 prodal Rudolf II. Nehvizdy Jáchymu Vachlovi z Pantenova. Roku 1614 císař Matyáš odevzdal Nehvizdy Janu Rudolfu Trčkovi. Po bělohorské bitvě začala zlá doba v Nehvizdech.

### Třicetiletá válka
Vojska zde vraždila, loupila a dokonce i znásilňovala. Nehvizdy byly vypáleny.. Po konci třicetileté války zde zbylo třináct zpustlých živností, které byly připojeny k panskému dvoru na západu města. Patřil k němu rybník Kunštát. Obnova původního počtu obyvatel trvala až do počátku 18. století a fara zůstala 150 let neosídlena.

### Po třicetileté válce
Nehvizdy měly hrdelní pravomoc. Byla zde vybudována tvrz. Roku 1594 zde na tvrzi seděli Vilém, Jiří a Jaroslav Vchýnští ze Vchýnova. Byl tu taky později zřízen poplužní dvůr. V Nehvizdech bylo 6 usedlostí. 1772 připadly Nehvizdy s kounickým panstvím Lichtensteinů. Počátkem 18. století došlo k stavu demografie, jaký zde byl před Bílou horou. Roku 1803 zde byla vystavena škola. V letech 1810–1823 byla vybudována císařská silnice z Prahy do Poděbrad. Až roku 1832 zde byla vybudována poštovní stanice. V jihozápadním okraji vsi došlo k rozparcelování zahrad.

### 20. století
Roku 1907 zde byl založen Sokol, hasiči a divadelní spolek. V období od konce 19. století až do 2. světové války počet obyvatel stoupl na dvojnásobek.
Během pozemkové reformy byl velkostatek Lichtenštejnů rozparcelován a z hospodářského dvora Nehvizdy vytvořen zbytkový statek, který koupil židovský majitel G. A. Klinger. Dne 29. prosince 1941 ve 2.24 hodin dopadli na území Nehvizd parašutisté Jan Kubiš a Jozef Gabčík – členové paraskupiny Anthropoid. Stalo se tak ve východní části katastru obce při dnešní silnici II/611. Kubiš s Gabčíkem půl roku po výsadku v Protektorátu Čechy a Morava provedli atentát na zastupujícího říšského protektora Reinharda Heydricha. Tuto událost připomíná pomník před obecním úřadem.
V této souvislosti se spekuluje, že Nehvizdy byly velice blízko vypálení podobně jako Lidice a Ležáky. Parašutisté po seskoku ukryli svoje vybavení v zahradní kůlně, po jeho nalezení se ale místní četníci rozhodli záležitost neohlásit. Později si vybavení Kubiš po částech vyzvedl a zbytek byl zakopán. Úředníci gestapa vesnici prohledávali a kopali i v kompostu se schovanými zbytky výbavy, která však byla zahrabána dostatečně hluboko.
Jen několik dní před 72. výročím seskoku Kubiše a Gabčíka byla vydána první turistická známka Nehvizd, na níž je výsadek Anthropoid znázorněn.

### Letecká válka
Americké stíhací letouny z 368. stíhací skupiny 9. letecké armády (tzv. hloubkaři) zničily 18. dubna 1945 asi v 9 hodin na polním letišti u obce tři německá dopravní letadla typu Junkers Ju 52. Za období komunismu došlo k výstavbě drůbežárny a začala výstavba kanalizací a výstavba dálnice do Hradce Králové.

### 21. století
Počet obyvatel se začal zvyšovat z důvodu výstavby.

## Geografie
Nehvizdy leží asi 22 kilometrů od centra Prahy. Skládají se ze dvou místních částí – Nehvizd a Nehvízdek. Mají pouze jedno katastrální území – Nehvizdy, jehož katastrální výměra je 9,83 km². Leží v bezlesé krajině a neprotéká zde žádná řeka a ani potok. Dříve zde byl potok, který pramenil severně od kostela, ale v průběhu let zanikl. Vléval se do Čelákovického potoka, který je levobřežním přítokem Labe. Nehvizdy náleží do Polabské nížiny a mají nadmořskou výšku 240 metrů.

## Obyvatelstvo
Ve 20. století zůstávala velikost obce bez výraznější změny. Ještě při sčítání lidu roku 2001 tak měly Nehvizdy 848 obyvatel, v následujících letech však díky dopravně výhodné poloze v zázemí hlavního města došlo k výraznému nárůstu na více než trojnásobek. V roce 2017 měly Nehvizdy 2885 obyvatel.
| Rok            | 1869 | 1880 | 1890 | 1900 | 1910 | 1921 | 1930  | 1950 | 1961 | 1970 | 1980 | 1991 | 2001 | 2011  | 2021  |
| -------------- | ---- | ---- | ---- | ---- | ---- | ---- | ----- | ---- | ---- | ---- | ---- | ---- | ---- | ----- | ----- |
| Počet obyvatel | 862  | 766  | 853  | 793  | 837  | 812  | 1 130 | 938  | 930  | 900  | 904  | 825  | 848  | 2 166 | 3 917 |
| Počet domů     | 87   | 88   | 90   | 102  | 116  | 135  | 207   | 232  | 224  | 222  | 228  | 246  | 257  | 556   | 1 015 |

## Správa a politika městyse
Od 10. října 2006 byl obci vrácen status městyse.

### Územněsprávní začlenění
Dějiny územněsprávního začleňování zahrnují období od roku 1850 do současnosti. V chronologickém přehledu je uvedena územně administrativní příslušnost obce/městyse v roce, kdy ke změně došlo:
- 1850 země česká, kraj Praha, politický okres Karlín, soudní okres Brandýs nad Labem[26]
- 1855 země česká, kraj Praha, soudní okres Brandýs nad Labem[26]
- 1868 země česká, politický okres Karlín, soudní okres Brandýs nad Labem[26]
- 1908 země česká, politický i soudní okres Brandýs nad Labem[27]
- 1939 země česká, Oberlandrat Mělník, politický i soudní okres Brandýs nad Labem[28]
- 1942 země česká, Oberlandrat Praha, politický i soudní okres Brandýs nad Labem[29]
- 1945 země česká, správní i soudní okres Brandýs nad Labem[30]
- 1949 Pražský kraj, okres Brandýs nad Labem[31]
- 1960 Středočeský kraj, okres Praha-východ[32]

### Části městyse
- Nehvízdky
- Nehvizdy

### Zastupitelstvo a starosta
V čele Nehvizd stojí starosta Jiří Poběrežský a patnáctičlenné zastupitelstvo. Zástupce starosty je Josef Kolář (nestraník).
| Jméno               | Funkce        | Politická strana |
| ------------------- | ------------- | ---------------- |
| Vladimír Nekolný    | Člen          | nestraník        |
| Josef Kolář         | Místostarosta | nestraník        |
| Eva Luňáková        | Člen          | nestraník        |
| Alice Dadáková      | Člen          | nestraník        |
| Petra Horáková      | Člen          | nestraník        |
| Jiří Glatt          | Člen          | nestraník        |
| Jana Nepivodová     | Člen          | nestraník        |
| Daniel Štěch        | Člen          | nestraník        |
| Jiří Poběrežský     | Starosta      | nestraník        |
| Eliška Myslivečková | Člen          | nestraník        |
| Pavel Horák         | Člen          | nestraník        |
| Tomáš Adamec        | Člen          | TOP 09           |
| Ondřej Podhora      | Člen          | nestraník        |
| Petr Kopřiva        | Člen          | nestraník        |
| Roman Mikeš         | Člen          | nestraník        |

### Symboly městyse
Znak městyse je historický, vlajka byla městysi udělena rozhodnutím předsedy Poslanecké sněmovny Parlamentu České republiky dne 6. ledna 2021.
Nehvizdy mají na znaku na červeném podkladu; na zeleném trávníku hradební zeď s dvěma věžemi ve tvaru jehlanu, na kterých je modrá střecha, na které je zlatá šesticípá hvězda. Brána u hradební zdi je zlatá a je otevřená.
List vlajky tvoří červený a zelený vodorovný pruh. Ze zeleného pruhu vynikají symboly obsažené ve znaku městyse.

## Společnost
V městysi Nehvizdy (přísl. Nehvizdky, 812 obyvatel, poštovní úřad, telegrafní úřad, telefonní úřad, katolický kostel) byly v roce 1932 evidovány tyto živnosti a obchody: 2 autodopravy, 2 výroby brusů, cihelna, elektrotechnický závod, 2 holiči, 5 hostinců, 2 koláři, středočeské konsumní družstvo, 2 kováři, 2 krejčí, 2 lomy, půjčovna mlátiček, obchod s obilím, 2 obuvníci, pekař, 2 porodní asistentky, 3 rolníci, 2 řezníci, sedlář, 5 obchodů se smíšeným zbožím, spořitelní a záložní spolek pro Velké Nehvizdy, obchod se střižním zbožím, švadlena, trafika, 2 truhláři, opravna velocipedů.

## Doprava
Dopravní síť

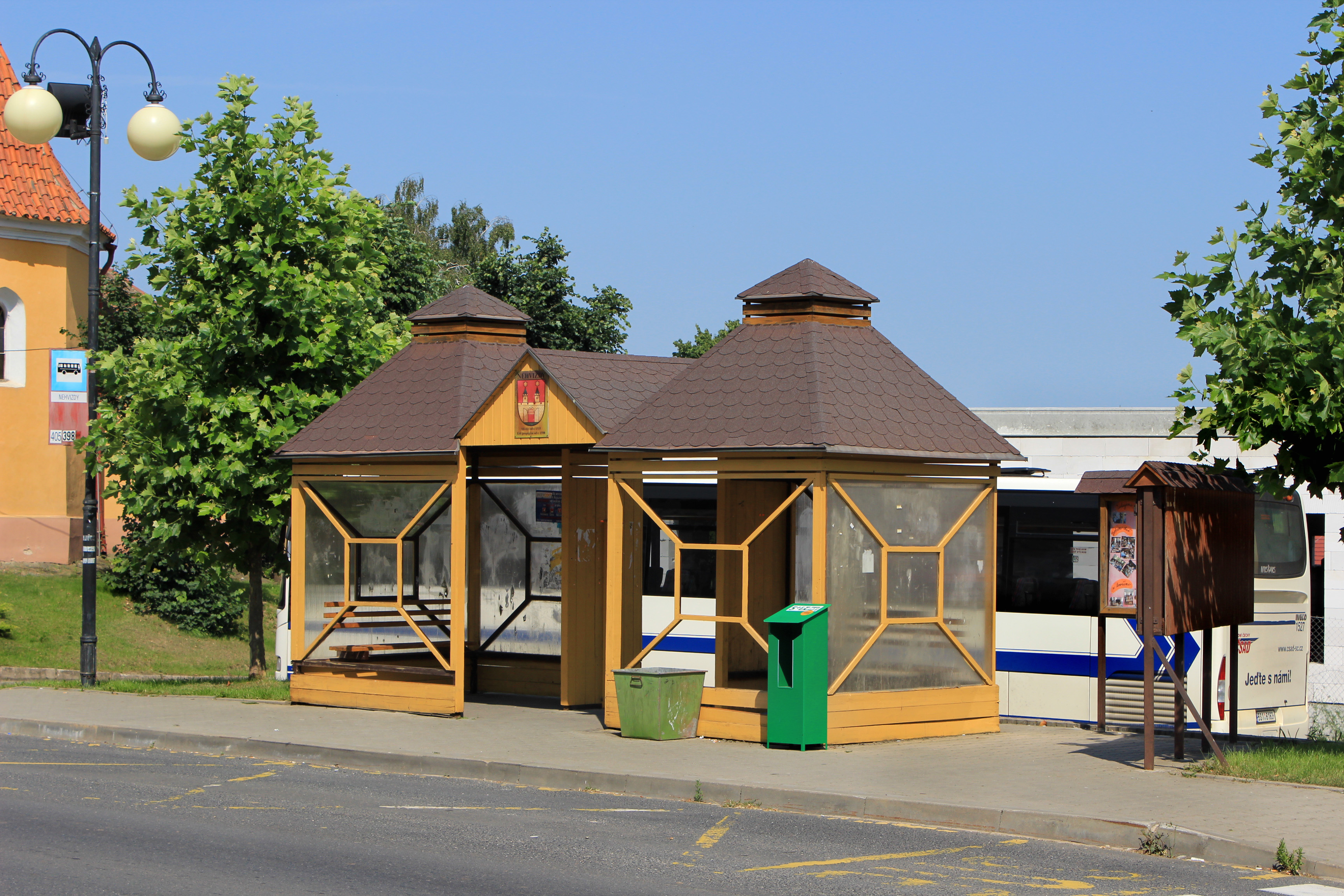
Autobusová zastávka

- Pozemní komunikace – Městysem prochází silnice II/611 Praha – Nehvizdy – Sadská – Poděbrady – Hradec Králové. Území městyse protíná dálnice D11, ve vzdálenosti 2,5 km je exit 8 (Jirny).
- Železnice – Železniční trať ani stanice na území městyse nejsou. Nejbližší železniční stanicí jsou Mstětice ve vzdálenosti 3 km ležící na trati 231 v úseku z Prahy do Čelákovic.

Veřejná doprava 2025
- Autobusová doprava – V městysi měly zastávku příměstské autobusové linky: 343 Nehvizdy,škola - Horoušany,U Rybníka - (Horoušany,Horoušánky,U Tří Svatých), 354 Praha, Černý Most - Nádraží Horní Počernice – Nehvizdy - Nehvizdy,Mochovská - Mochov, 398 Praha, Černý Most – Nehvizdy – Sadská – Poděbrady, 655 Brandýs n.L.,nádr. - Lázně Toušeň - Čelákovice,žel.st. - Nehvizdy - Jirny - Úvaly,žel.st.,  677 Nehvizdy,škola - Mochov - Vyšehořovice - Tuklaty,Tlustovousy - Úvaly,žel.st.

## Pamětihodnosti

### Nehvizdy

#### Farní kostel svatého Václava
Kostel svatého Václava leží přímo v centru Nehvizd. Je to menší původně románská nebo raně gotická stavba ze 13. století. Je rozšířená přístavbou zvonice a předsíně z 16. století a sakristie z 19. století. Zvonice je renesanční, hranolová, patrová, která je spojena předsíňkou se vstupem do kostela. Poprvé je zmiňován roku 1361, v první zmínce o Nehvizdech. Pod předsíní byla hrobka, kde roku 1870 byly nalezeny tři kostry. Byl zde taky pohřben jistý Hámták, rytíř z Nehvizd a Erbich, šenkýř z Malých Nehvizd, otrávený svojí tchyní. Zvonice měla kdysi dva zvony. Velký zvon byl vyroben roku 1536, který měl obraz sv. Václava a nápis. Pukl, když se před válkou zvonilo. Malý zvon byl roku 1917 roztaven pro válečné účely. Roku 1929 tam byly zavěšeny nové zvony, které tam jsou dodnes.
- Zvonice, v sousedství kostela, zděná, ze 16. století – zvonice byla vybudována jako obranná s možností úkrytu v patře.
- Socha svatého Jana Nepomuckého, tamtéž, ze druhé poloviny 18. století

### Nehvízdky

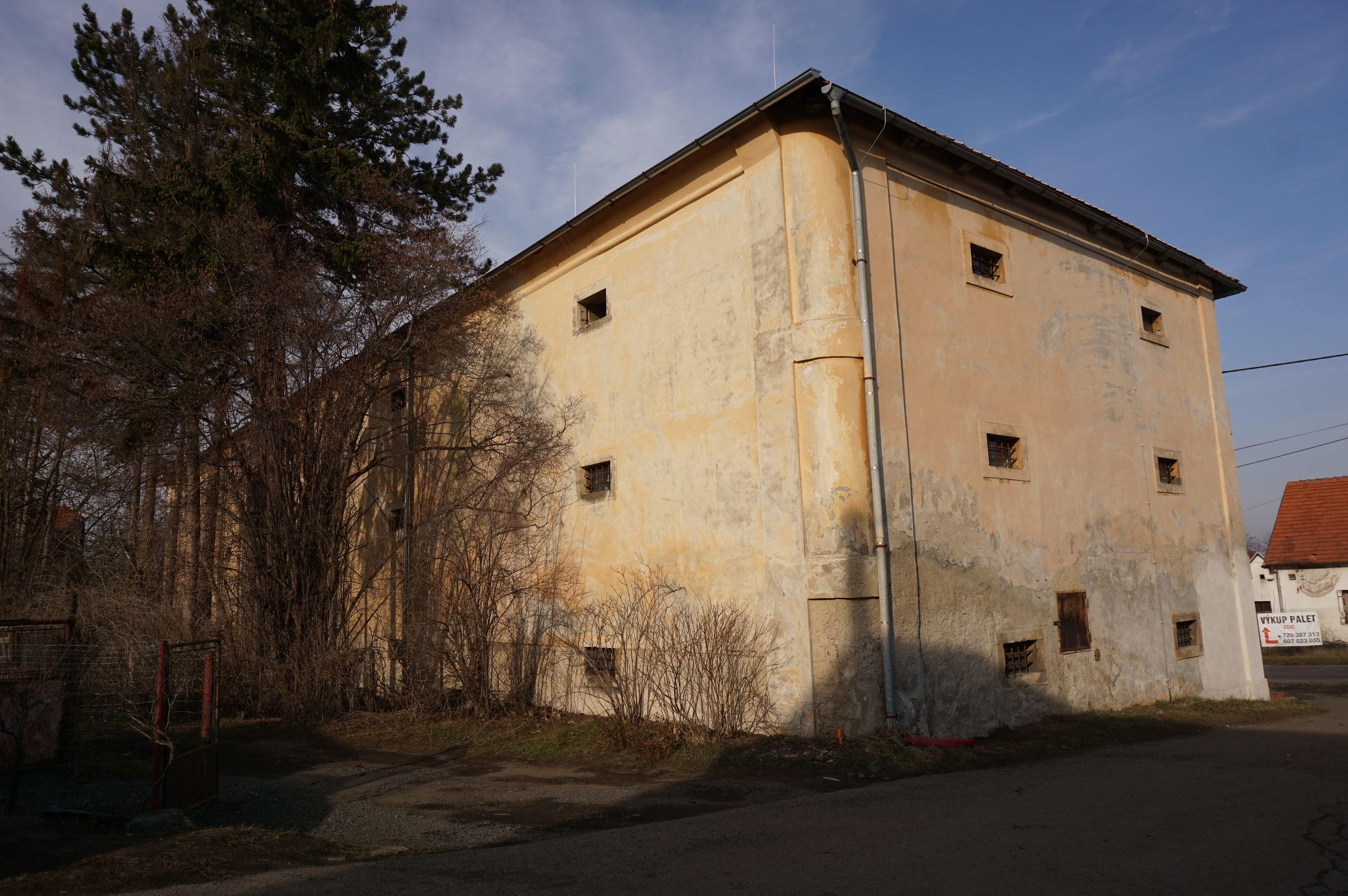
Panská sýpka

#### Panská sýpka
Je to dvoupodlažní barokní budova čp. 6. Má obdélníkový půdorys a je zděná z lomového kamene. Od 3. 5. 1958 je zapsána v seznamu kulturních památek.

## Osobnosti

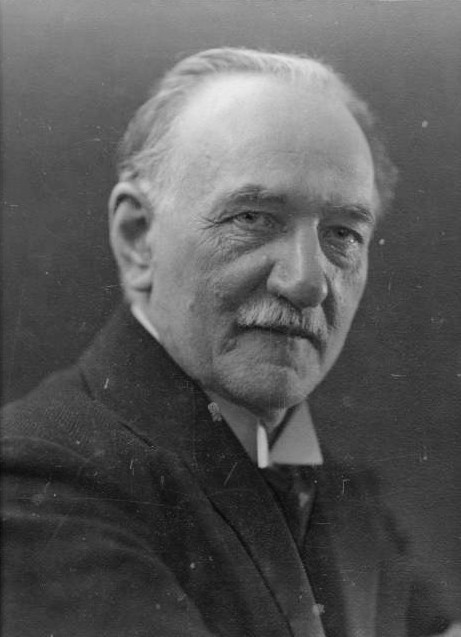
Josef Bohuslav Foerster

### Rodáci
- Tomáš Fester (okolo 1744 – 1817), první známý učitel doby pobělohorské v Nehvizdech, zakladatel rodu Foersterů, prapraděd Josefa Bohuslava Foerstera, českého skladatele, hudebního publicisty a taky prezidenta České akademie věd
- Josef Bělka (1886–1944), český fotbalista, útočník a fotbalový trenér
- Bedřich Moucha (12. srpna 1923 – 2. srpna 2000), předseda JZD a předseda MNV v Nehvizdech, nositel čestného občanství obce Nehvizdy[40]
- Josef Symon (1932–2021) – česko-rakouský šperkař, sochař, výtvarný umělec a vysokoškolský pedagog, který pracoval převážně s kovem

### Příbuzní rodáků
- Josef Bohuslav Foerster (1859 – 1951), český skladatel, hudební publicista a prezident České akademie věd – prapravnuk Tomáše Foerstera, prvního známého učitele pobělohorské doby v Nehvizdech[41]

## Fotogalerie

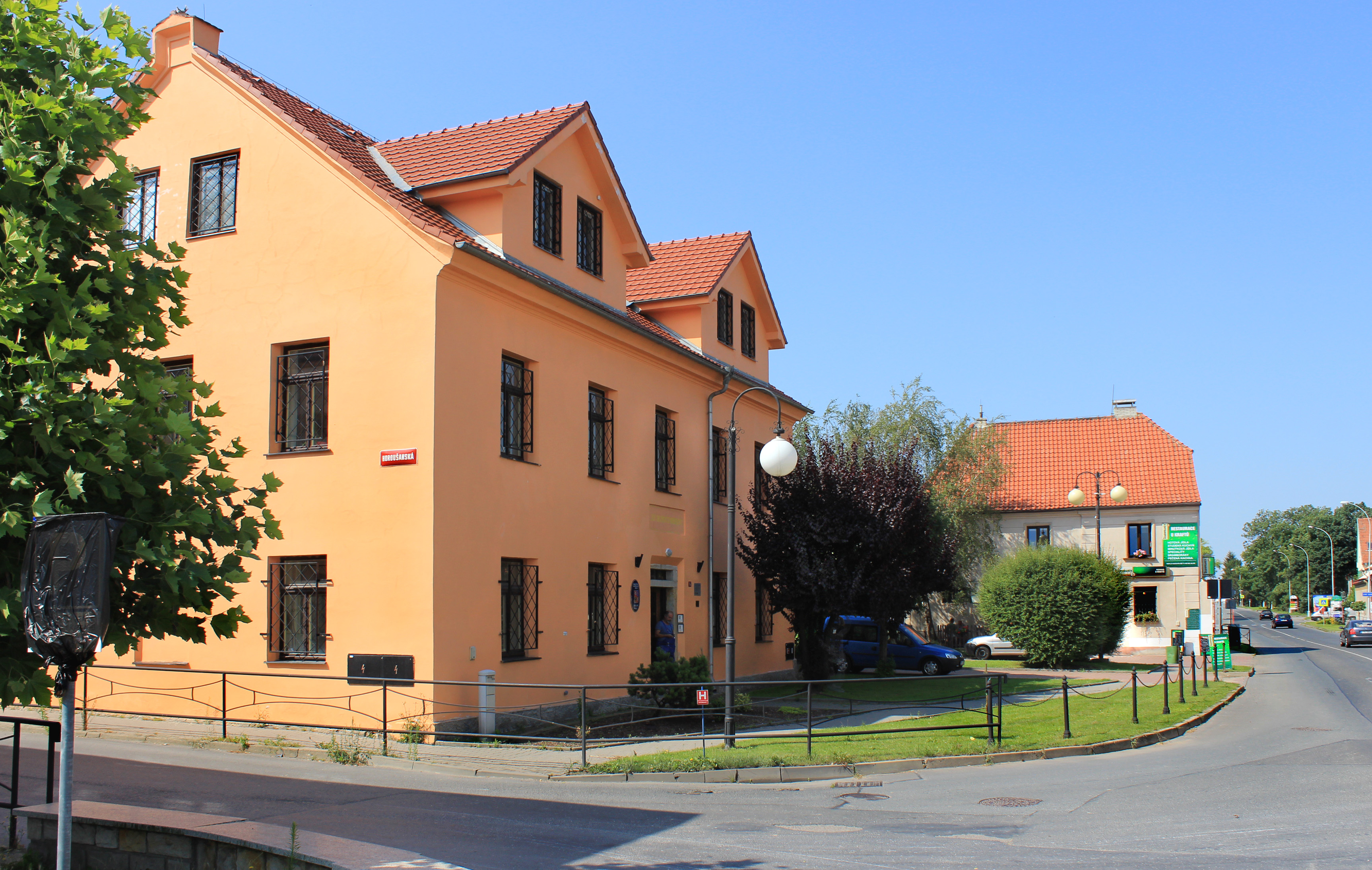
Budova bývalé školy
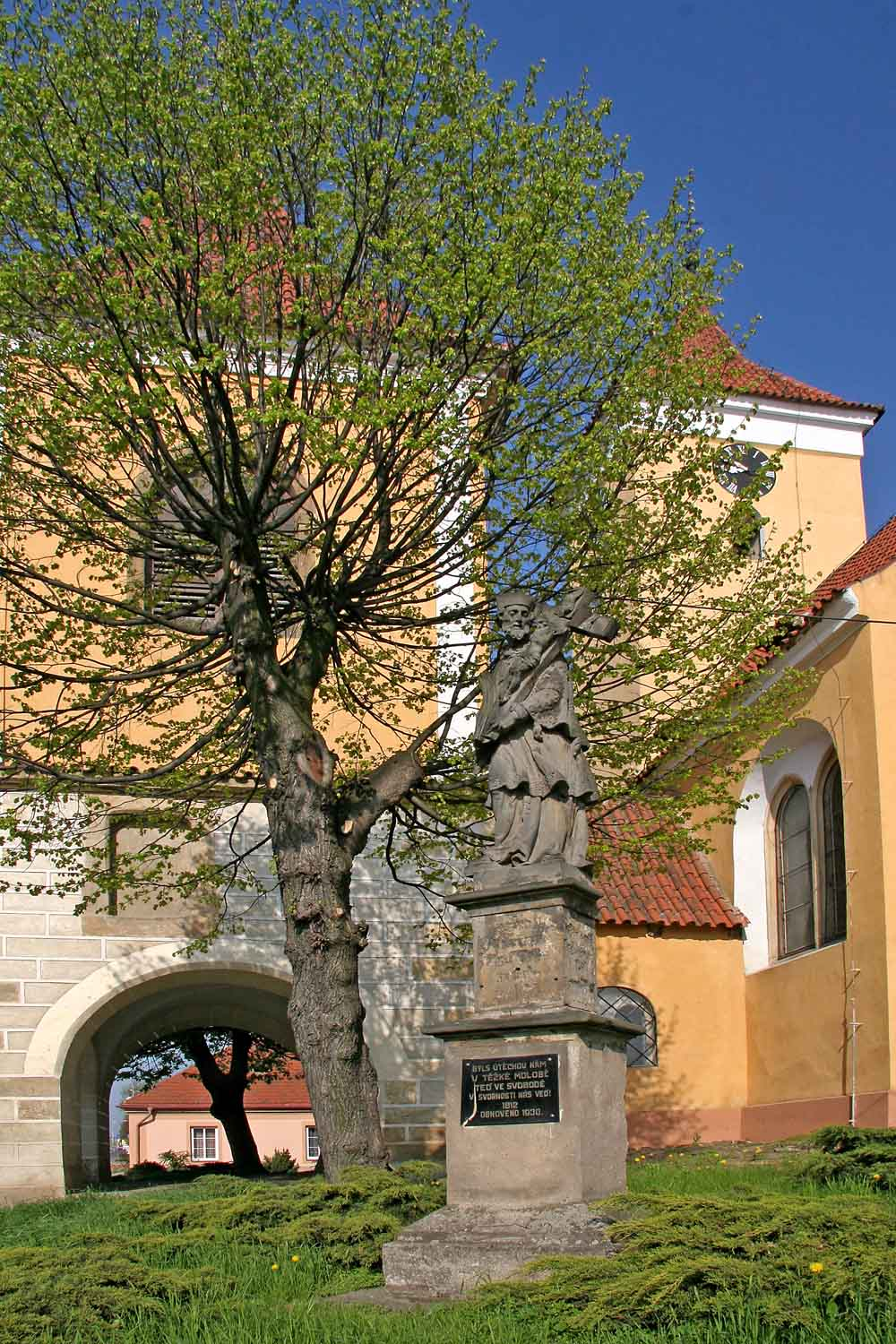
Socha svatého Jana Nepomuckého u kostela
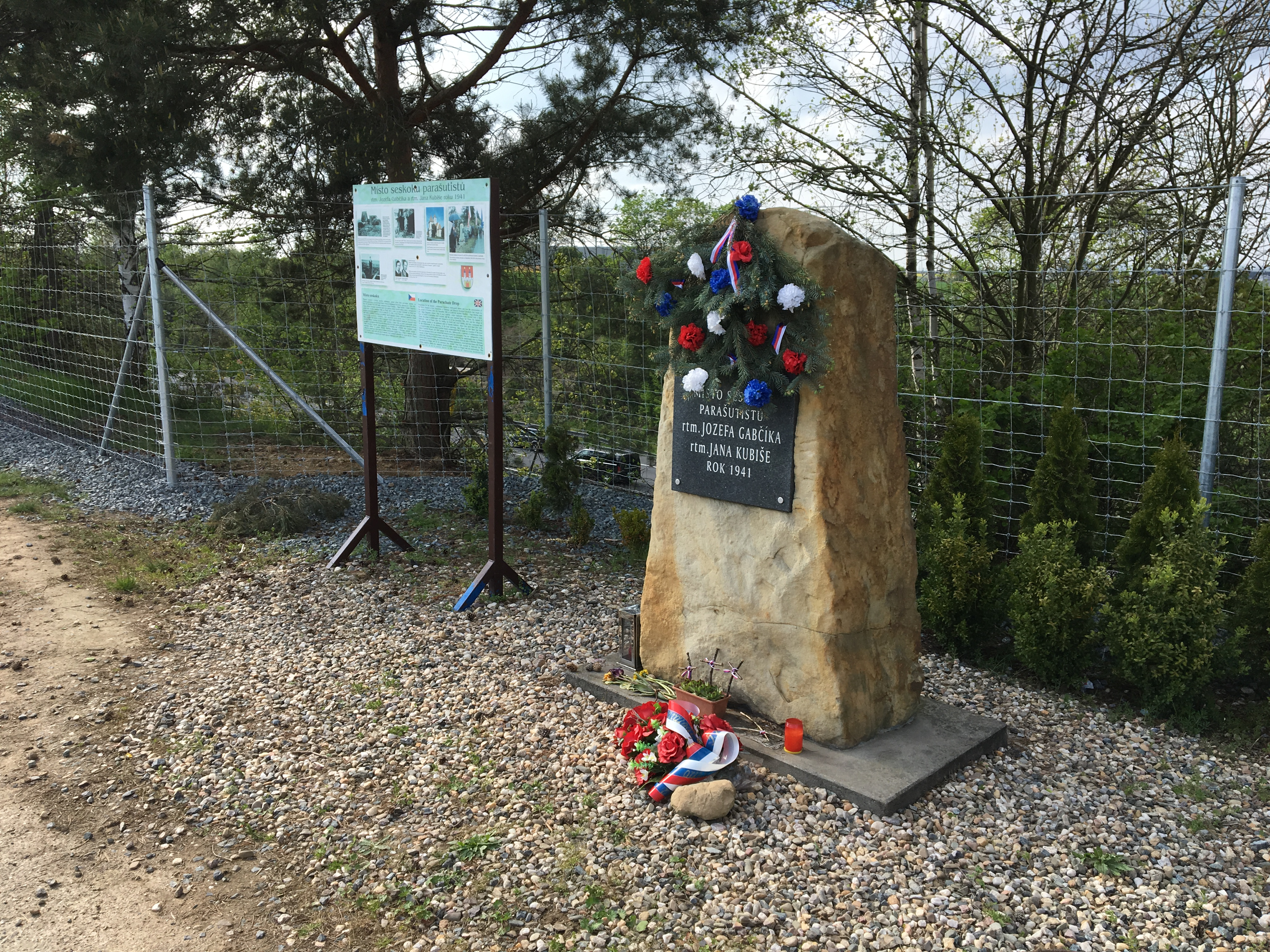
Pomník na místě seskoku členů výsadkové skupiny Anthropoid (v pozadí dálnice D11)
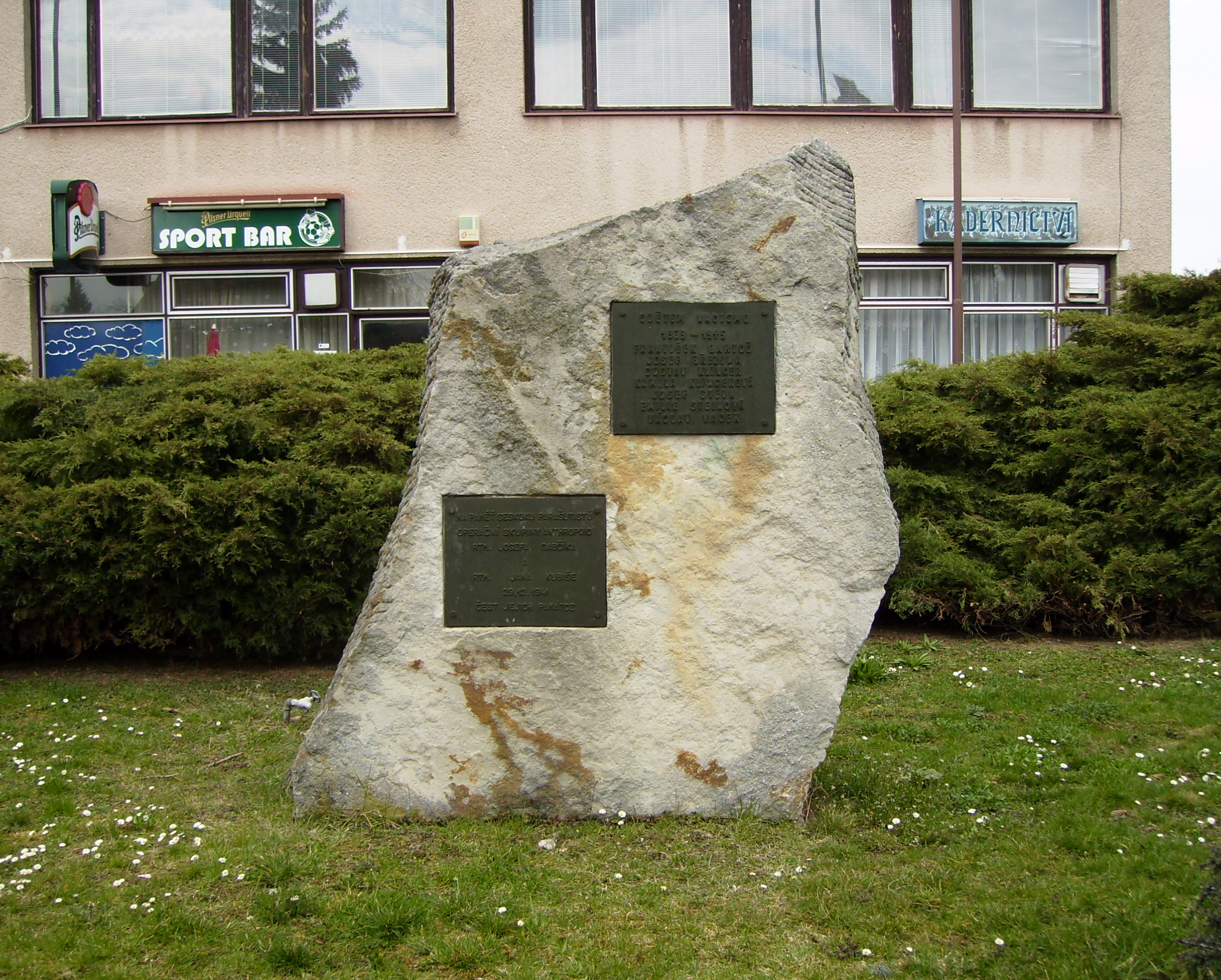
Pomník obětem druhé světové války a parašutistům Janu Kubišovi a Jozefu Gabčíkovi
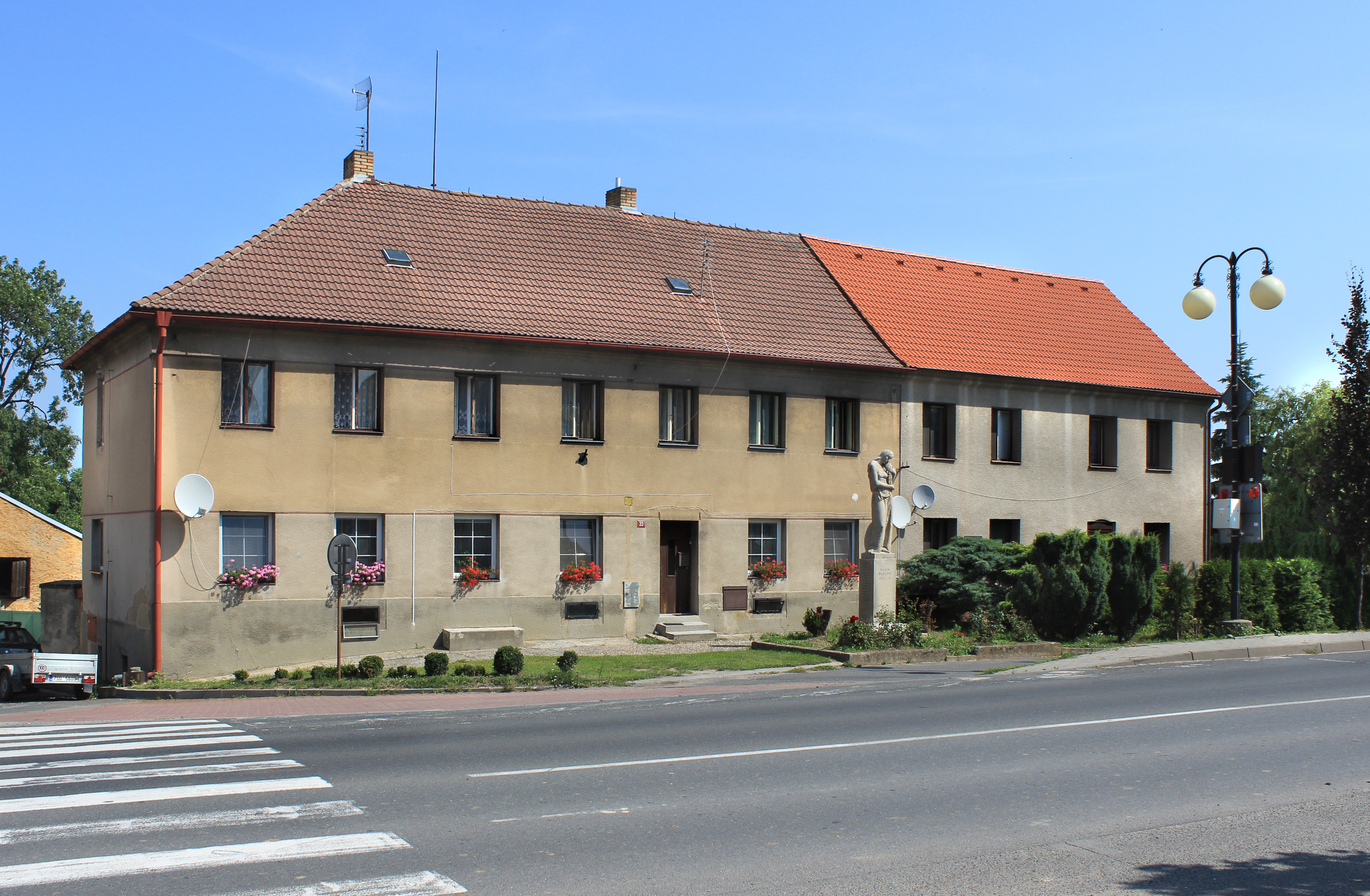
Domy ve středu obce se sochou jako památníkem